# Contea di Jackson (Missouri)
La contea di Jackson, in inglese Jackson County, è una contea dello Stato del Missouri, negli Stati Uniti. Secondo il censimento del 2020, la popolazione era di 717 204 abitanti. La popolazione stimata nel 2021 è di 719 511, rendendo la Contea di Jackson la seconda contea più popolosa dello Stato (dopo la Contea di St. Louis). Sebbene Independence conservi il suo status di capoluogo originario, Kansas City funge da secondo capoluogo e da centro del governo della contea. La Contea venne organizzata il 15 dicembre 1826, e prene il nome dal presidente Andrew Jackson (eletto nel 1828). La Contea di Jackson è la contea più popolosa nell'area metropolitana di Kansas City. Il numero di occupati nel 2019 era di 344 993 persone.

## Storia

### Primi anni
La Contea di Jackson fu per molto tempo la casa dei membri della tribù Osage, che occupavano questo territorio al momento dell'arrivo degli europei. I primi esploratori europei conosciuti furono dei cacciatori francesi che sfruttavano il fiume Missouri come autostrada per le esplorazioni e il commercio con i nativi americani. La Contea di Jackson era una porzione del territorio della Nuova Francia, fin quando la vittoria inglese nella guerra franco-indiana nel 1763 portò alla cessione di questo territorio da parte della Francia alla Spagna, alleata inglese. Nel 1800 la Spagna fu obbligata dalla Francia nel Trattato di San Ildefonso a ritornarle i suoi territori della Louisiana (dei quali l'attuale Contea di Jackson è una parte). Abbandonando le proprie pretese sul Nord America, la Francia vendette il territorio agli Stati Uniti con l'acquisto della Louisiana nel 1803.
Operando in vece del Presidente Thomas Jefferson, gli esploratori Meriwether Lewis e William Clark passarono attraverso la Contea di Jackson durante la loro famosa spedizione del 1804, per censire le persone, le proprietà e le risorse del territorio della Louisiana. Tra gli altri oggetti, il loro rapporto indicò una "posizione elevata, di comando" lungo il fiume all'interno dei confini della Contea di Jackson; nel 1808 venne costruito lì il Fort Osage. Questa palizzata e luogo di scambio fu una delle prime installazioni militari degli Stati Uniti all'interno dei territori della Louisiana, e rimase attivo fino al 1822.
Nel 1821, la Contea di Jackson divenne parte del neo-ammesso Stato del Missouri. La Contea di Jackson venne suddivisa il 15 dicembre 1826, e prese il nome da Andrew Jackson, senatore americano (e poi presidente) del Tennessee. Come capoluogo venne designato Independencce, che all'epoca era un minuscolo insediamento vicino ad una fonte. Ad ogni modo, la rapida crescita nelle esplorazioni e delle espansioni verso ovest portarono infine Independence a diventare il punto di partenza per tre delle grandi Westward Trails: la Santa Fe Trail, la Oregon Trail, e la California Trail. Dopo la Guerra civile americana e la costruzione di ferrovie nella zona, la vicina Kansas City ha eclissato Independence, sebbene entrambe le città restino capoluogo.
Nel 1838, la "Town Company" comprò un piccolo lembo di terra lungo il fiume Missouri nella parte settentrionale della Contea di Jackson, creando "Westport Landing" (oggi noto come distretto "River Market"). L'area fuori Westport Landing venne rinominata nel 1839 col nome di "Town of Kansas", in onore della tribù Kansa. Nel 1897, Kansas City annetté Westport.

### I Santi degli ultimi giorni
La Contea di Jackson ha un ruolo preponderante nella storia del Movimento dei Santi degli ultimi giorni. Sebbene la setta si formò nella parte settentrionale dello Stato di New York, nel marzo 1831 Joseph Smith disse che un luogo sul confine tra Missouri e Kansas era destinato ad essere la "Nuova Gerusalemme" degli ultimi giorni con il "luogo centrale" posizionato ad Independence, il capoluogo della Contea.. Viaggiando nella zona nell'estate 1831, Smith e alcuni associati proclamarono formalmente la Contea di Jackson come il luogo designato, in una cerimonia tenutasi nell'agosto di quell'anno.
...I santi erano desiderosi di iniziare a costruire Zion così poi da potersi preparare per la venuta di Cristo.
Dopo avere ricevuto questa rivelazione, Joseph cominciò a prepararsi per costruire una città. Il 2 agosto 1831 aiutò a poggiare i tronchi di legno per la prima casa costruita a Zion. Il primo tronco venne trasportato da dodici uomini che rappresentavano le dodici tribù di Israele. Venne inoltre chiesto a Sidney Rigdon di dedicare e consacrare la terra per la riunione dei Santi...»
I capi e i membri del Movimento dei Santi degli Ultimi Giorni cominciarono a spostarsi nella Contea di Jackson appena vennero pubblicare le parole della cerimonia dell'agosto 1831. Ci fu una guerra aperta con i primi coloni, guidata da una differenza culturale e religiosa, e dalla percezione degli abitanti del Missouri (a favore della schiavitù) che gli "Yankee" "mormoni" volessero abolirla. Alcuni assalitori del settore privato e pubblico usarono la forza per portare i Santi da Jackson alle contee vicine all'interno del Missouri; infine, ai Santi degli Ultimi Giorni venne concesso il termine del 6 novembre 1833 per lasciare la contea "in massa". Il 23 novembre 1833, ai pochi Santi residenti rimasti venne ordinato di lasciare la Contea di Jackson. Entro la prima metà del 1839, dopo la guerra dei Mormoni del 1838, i Santi vennero portati fuori dallo Stato. Non tornarono nella Contea di Jackson o in Missouri in numeri significativi fino al 1867, due anni dopo la fine della Guerra Civile.
Oggi molte chiese del movimento dei Santi degli Ultimi Giorni hanno sede nella Contea di Jackson, le più famose sono la Comunità di Cristo, la Chiesa di Cristo (terreno del Tempio), la Chiesa di Gesù Cristo (Cuterlite) e la Chiesa di Cristo con il messaggio di Elia. La Chiesa di Gesù Cristo dei Santi degli Ultimi Giorni, o Chiesa LDS (dall'inglese Latter-Day Saints) ha una forte presenza nella Contea, sebbene il quartier generale sia a Salt Lake City, nello Utah.
Joseph Smith profetizzò che un tempio sarebbe stato costruito ad Independence "in questa generazione". La Comunità di Cristo rimane l'unica delle suddette confessioni ad avere un tempio nella città su una parte dei 270 000 m2 della zona più grande designata da Smith. Il sito di Smith originario per il tempio, una zona di 5 acri dentro i 66 acri (contenenti le pietre originariamente posizionate da Smith per segnare gli angoli della struttura che voleva in mente), appartiene alla Chiesa di Cristo (Temple Lot), che spera in futuro di costruire un tempio.
Sebbene il Tempio di Kansas City abbia aperto nel maggio 2012 nella adiacente Contea di Clay, la Chiesa LDS ancora crede che un tempio verrà costruito anche sul terreno del tempio (Temple Lot) di Independence in futuro (attualmente posseduto dalla Chiesa di Cristo (Temple Lot). Un centro per visitatori della Chiesa LDS è situato vicino al Temple Lot, e il tempio della Comunità di Cristo è posizionato dall'altra parte della strada.
Molti membri della prima ora del movimento dei Santi degli Ultimi Giorni, compreso Brigham Young, credevano che la Contea di Jackson era il luogo del Giardino dell'Eden della Bibbia. Tra quelli che credevano a ciò ricordiamo Heber C. Kimball, e George Q. Cannon, ma non ci sono più prove dirette che provino che tale teoria sia stata insegnata da Joseph Smith stesso. La dottrina ufficiale della Chiesa LDS non è chiara sull'esatta collocazione dell'Eden. Secondo la tradizione LDS, è da qualche parte nella Contea di Jackson nelle prossimità di Adam-ondi-Ahman (nella vicina Contea di Davies, in Missouri).

### La guerra civile
Durante la guerra civile americana, la Contea di Jackson fu lo scenario di molte battaglie, la più nota delle quali fu la Battaglia di Westport nel 1864 (nota anche come la Gettysburg del Missouri. La vittoria dei nordisti in questa battaglia confermò il controllo del Missouri da parte di nordisti, e portà alla sconfitta del raid del generale sudista Sterling Price. Altre battaglie degne di nota vennero combattute ad Independence nel 1862, a Lone Jack qualche giorno dopo, e di nuovo ad Independence nel 1864.
La Contea di Jackson venne profondamente condizionata dal famigerato ordine n° 11 del generale nordista Thomas Ewing Jr.. Col grande numero di simpatizzanti sudisti residenti dentro i suoi confini, e diverse operazioni sudiste nella zona, i nordisti furono determinati a privare le milizie irregolari sudiste di tutti i possibili supporti da parte dei locali. Il decreto di Ewing in pratica svuotò la parte rurale della Contea, e portò ad incendi di vaste porzioni della Contea di Jackson e delle contee adiacenti. Secondo l'artista americano George Caleb Bingham, che definì l'ordine come "imbecille" e all'epoca risiedeva a Kansas City, si potevano vedere le "dense colonne di fumo che salivano da ogni direzione", simbolico di quello che ha definito come "un dispotismo militare spietato che non guardava in faccia ad età, sesso, carattere, o condizione". A causa della distruzione portata da questo ordine, la sua eredità perseguitò la Contea di Jackson per decenni dopo la fine della guerra.

### Il ventesimo secolo
L'arrivo delle ferrovie e la costruzione di cortili per il bestiamo portarono ad una rapida espansione di Kansas City nel tardo XIX secolo. Durante gli anni '20 e gli anni '30, la città divenne un famoso centro per la musica jazz e blues, così come divenne il quartier generale di Hallmark Cards e il sito del primo studio di animazione di Walt Disney. La Contea resse meglio di molte altre durante la Grande depressione, col capo politico locale Thomas Pendergast che lavorò per implementare un progetto di lavori pubblici per $ 50 000 000 che creò migliaia di posti di lavoro. Uno dei protetti politici di Pendergast fu un giovane veterano della Prima Guerra Mondiale proveniente da Independence, Harry S. Truman che era stato il comandante in capo di suo nipote durante la guerra. Triman venne eletto giudice presidente (titolo equivalente ad un dirigente di Contea) della Contea di Jackson col supporto di Pendergast nel 1926. Poi venne eletto senatore nel Missouri, Vicepresidente e, nel 1945, dopo la morte di Franklin D. Roosevelt, gli succedette come 33º Presidente degli Stati Uniti d'America. Truman venne eletto a pieno titolo nel 1948.
Dopo la Seconda Guerra Mondiale, gli sviluppatori seguirono nuove autostrade e crearono suddivisioni per nuove case, che invasero le porzioni rurali della Contea. Essi fornirono case ai veterani di rientro e alle loro giovani famiglie. Independence, Blue Springs e Lee's Summit crebbero in questo periodo, che continua tutt'oggi. Kansas City, d'altro canto, ha sofferto di problemi di decadenza urbana quando il lavoro scarseggiava e le famiglie hanno lasciato la città industriale, problemi comuni a molte altre grandi città americani alla fine del XX secolo.
Recenti progetti immobiliari hanno cercato di invertire questa tendenza, incluso il lavoro sul famoso City Market della città, il distretto di Westport, lo storico distretto 18th and Vine, e, più recentemente, il distretto Kansas City Power & Light.
Un po' di storia della Contea è in mostra al Pleasant Hill Historical Society Museum, a Pleasant Hill, nel Missouri, al confine meridionale della Contea.

## Evoluzione demografica

### Censimento del 2020
Nel 2020, la Contea di Jackson aveva una popolazione di 674 158. La popolazione era composta per il 63,3% da bianchi non ispanici, per il 23,7 da persone di colore non ispaniche, per lo 0,5% da nativi americani, per l'1,6% da asiatici, per lo 0,4% da isolani del Pacifico da soli o in combinazione con una o più altre razze, per lo 0,1% da non ispanici di altre razze, per il 3,8% appartenenti a due o più razze e per l'8,4% da ispanici o latino-americani.

### Censimento del 2000
Nel censimento del 2000, nella Contea c'erano 654 800 persone, 266 294 abitazioni e 166 167 famiglie. La densità di popolazione era di 1 083 persone per miglio quadrato (418 persone su km2). C'erano 288 231 unità abitative con una densità media di 476 per miglio quadrato (184 per km2). La popolazione era composta per il 70,10% da bianchi, per il 23,27% da persone di colore o afro-americani, per lo 0,48% da nativi americani, per l'1,28% da asiatici, per lo 0,18% da isolani del Pacifico, per il 2,43% da altre razze, e il 2,25% da due o più razze. Il 5,37% della popolazione era ispanico o latino-americano di qualsiasi razza. Il 16,7% aveva antenati tedeschi, il 9,1% li aveva americani, l'8,9% li aveva irlandesi e l'8,8% li aveva inglesi.
C'erano 266 294 famiglie, delle quali il 29,90% aveva bambini sotto i 18 anni che vivevano con loro, il 43,40% erano coppie sposate che vivevano insieme, il 14,70% avevano una proprietaria donna senza un marito presente, e il 37,60% non erano famiglie. Il 31,20% di tutte le famiglie era composto da individui, e il 9,90% aveva qualcuno di almeno 65 anni con loro.
Nella Contea, la popolazione era composta per il 25,8% da persone al di sotto di 18 anni, per il 9,10% tra i 18 e i 24 anni, per il 31,10% tra i 25 e i 44 anni, per il 21,50% tra 45 e 64 anni, e per il 12,50% da persone con almeno 65 anni. L'està media era di 35 anni. Per ogni 100 donne, c'erano 92,90 uomini, Per ogni 100 donne di almeno 18 anni, c'erano 89,00 uomini.
Il reddito medio per una abitazione era di $ 39 277, e il reddito medio per una famiglia era di $ 48 435. Gli uomini avevano un reddito medio di $ 35 798, mentre le donne lo avevano di $ 27 403. Il reddito pro capite della Contea era di $ 20 788. Circa il 9% delle famiglie e l'11,90% della popolazione viveva al di sotto della soglia di povertà, inclusi il 16,40% degli under 18 e l'8,70% degli over 65.

## Società

### Religione
Secondo l'Association of Religion Data Archives County Membership Report (2010), la Contea di Jackson è vista a volte come il confine settentrionale della Bible Belt, con il Protestantesimo evangelico come religione maggiormente predominante. Le confessioni principali tra i residenti della Contea di Jackson che aderiscono ad una religione sono quella cattolica (19,51%), quella del Southern Baptist Convention (17,96%) e quella del Cristianesimo non confessionale (11,52%).

## Politica
La Contea di Jackson è una contea solidamente democratica, ed è rimasta tale anche quando lo Stato del Missouri tendeva verso i repubblicani. L'ultimo candidato repubblicano alla presidenza a vincere nella contea fu Richard Nixon nel 1972, l'unico repubblicano a riuscirci dal 1932.
La tendenza democratica della contea è dovuta quasi interamente alla presenza di Kansas City. Nel 2008, ad esempio, John McCain riuscì a stento a vincere nelle zone della contea fuori Kansas City, mentre Barack Obama vinse a Kansas City con un margine quasi di 3 a 1, abbastanza per vincere su tutta la contea con il 62% dei voti. In generale, la forza dei Democratici è concentrata a sud del fiume Missouri, mentre la zone a nord del fiume è più simpatizzante dei Repubblicani.

## Comunità

### Città
- Blue Springs
- Buckner
- Grain Valley
- Grandview
- Greenwood
- Independence (co-capoluogo di contea)
- Kansas City (in parte nella Contea di Platte e in quella di Clay e una piccola parte in quella di Cass; co-capoluogo di contea)
- Lake Lotawana
- Lake Tapawingo
- Lee's Summit
- Levasy
- Lone Jack
- Oak Grove
- Pleasant Hill (per la maggior parte nella Contea di Cass, ma parzialmente nella Contea di Jackson)
- Raytown
- Sugar Creek

### Villaggi
- River Bend
- Sibley
- Unity Village

### Luoghi designati dal censimento
- Blue Summit
- Tarsney Lakes

### Comunità non incorporate
- Atherton
- Blue Mills
- Blue Summit
- Cockrell
- Courtney
- Hiler
- Hicks City
- Oakland
- Pink Hill
- Sni Mills
- Tarsney